# Zobrazení (matematika)

Zobrazení, které přiřazuje vybarveným geometrickým tvarům barvu jejich výplně.

Zobrazení je v matematice speciálním případem binární relace, u které má každý vzor nejvýše jeden obraz. Je to předpis {\displaystyle f}, který prvkům množiny {\displaystyle X} přiřazuje nejvýše jeden prvek množiny {\displaystyle Y}. Přesněji mluvíme o zobrazení z množiny {\displaystyle X} do množiny {\displaystyle Y}. Pokud {\displaystyle X=Y}, mluvíme o zobrazení na množině. Ve speciálním případě, když je {\displaystyle Y} libovolná číselná množina, zobrazení nazýváme funkcí. Je-li prvku {\displaystyle x} množiny {\displaystyle X} přiřazen prvek {\displaystyle y} množiny {\displaystyle Y}, pak říkáme, že prvek {\displaystyle x} je vzorem a prvek {\displaystyle y=f(x)} je obrazem.

## Definice
Zobrazení {\displaystyle f\colon X\to Y} z množiny {\displaystyle X} do množiny {\displaystyle Y} je binární relace, která ke každému prvku {\displaystyle x} množiny {\displaystyle X} přiřazuje nejvýše jeden prvek {\displaystyle y} množiny {\displaystyle Y} tak, že {\displaystyle [x,y]\in f}.
- Množina prvků {\displaystyle x\in X}, pro které existuje prvek {\displaystyle y\in Y} tak, že {\displaystyle y=f(x)}, se nazývá definičním oborem {\displaystyle D(f)=D_{f}} zobrazení {\displaystyle f}.
- Množina prvků {\displaystyle y\in Y}, pro které existuje alespoň jeden prvek {\displaystyle x\in X} tak, že {\displaystyle f(x)=y}, se nazývá oborem hodnot {\displaystyle R(f)=R_{f}} zobrazení {\displaystyle f}.

V teorii množin se tedy zobrazení definuje jako binární relace {\displaystyle f} splňující podmínku existence a jednoznačnosti:
{\displaystyle \forall x\in D(f),\exists y\in R(f)} tak, že {\displaystyle \forall (y_{1},y_{2})(([x,y_{1}]\in f\ \land \ [x,y_{2}]\in f)\Rightarrow y_{1}=y_{2})}.

## Typy zobrazení

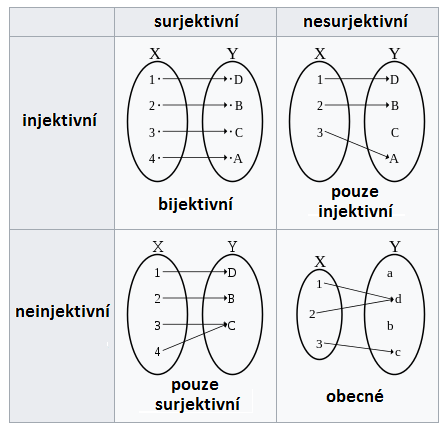
Typy zobrazení

V matematice jsou injekce, surjekce a bijekce třídy zobrazení, které se liší způsobem, jakým jsou vzory a obrazy vzájemně mapovány:
- Zobrazení je injektivní (zobrazení prosté), pokud je každý prvek oboru hodnot mapován nejvýše jedním prvkem definičního oboru, nebo ekvivalentně, pokud jsou různé prvky definičního oboru mapovány na různé prvky oboru hodnot:

{\displaystyle \forall x,x'\in X} platí {\displaystyle f(x)=f(x')\Rightarrow x=x'\ \ \ \ \ } nebo {\displaystyle \ \ \ \ \ \forall x,x'\in X} platí {\displaystyle x\neq x'\Rightarrow f(x)\neq f(x')}.
- Zobrazení je surjektivní (zobrazení na), pokud je každý prvek oboru hodnot mapován alespoň jedním prvkem definičního oboru:

{\displaystyle \forall y\in Y,\exists x\in X} tak, že {\displaystyle y=f(x)}.
- Zobrazení je bijektivní, tj. vzájemně jednoznačné (zobrazení prosté a na), pokud je každý prvek oboru hodnot mapován právě jedním prvkem definičního oboru:

{\displaystyle \forall y\in Y,\exists !x\in X} tak, že {\displaystyle y=f(x)}.
- Pro obecné zobrazení (zobrazení do) platí:

{\displaystyle \forall x\in X,\exists !y\in Y} tak, že {\displaystyle y=f(x)}.
Bijektivní zobrazení je jak injektivní, tak surjektivní. Injektivní zobrazení nemusí být surjektivní a surjektivní zobrazení nemusí být injektivní. Čtyři možné kombinace injektivních a surjektivních zobrazení jsou znázorněny na uvedeném obrázku. Bijektivní zobrazení se užívá k porovnávání mohutností nekonečných množin.

## Zobrazení prosté a inverzní

### Prosté zobrazení
Zobrazení {\displaystyle f} z množiny {\displaystyle X} do množiny {\displaystyle Y} se nazývá prosté (injektivní), právě když každé dva různé vzory {\displaystyle x_{1},x_{2}\in D(f)} mají různé obrazy {\displaystyle y_{1},y_{2}\in R(f)}:
{\displaystyle \forall [x_{1},y_{1}],[x_{2},y_{2}]\in f:x_{1}\neq x_{2}\ \Rightarrow \ y_{1}\neq y_{2}}.

### Inverzní zobrazení
Je-li {\displaystyle f} prosté zobrazení z množiny {\displaystyle X} do množiny {\displaystyle Y}, pak zobrazení {\displaystyle f^{-1}} z množiny {\displaystyle Y} do množiny {\displaystyle X}, které každému {\displaystyle y\in R(f)} přiřazuje právě jeden prvek {\displaystyle f^{-1}(y)=x\in D(f)}, pro nějž {\displaystyle y=f(x)}, se nazývá inverzní zobrazení k zobrazení {\displaystyle f}. Jeho definičním oborem je tedy {\displaystyle D(f^{-1})=R(f)} a platí {\displaystyle f^{-1}(y)=x\Leftrightarrow f(x)=y}.
Inverzní zobrazení {\displaystyle f(f^{-1}(x))=f^{-1}(f(x))=x} je injektivní a surjektivní, tj. bijektivní. Ke každému bijektivnímu, tj. vzájemně jednoznačnému zobrazení lze nalézt zobrazení inverzní. Jestliže k nějakému zobrazení {\displaystyle f} existuje inverzní zobrazení, říkáme, že {\displaystyle f} je invertibilní nebo že vykazuje invertibilitu.

## Zobrazení podle typu vzorů a obrazů
- Funkce (reálné či komplexní proměnné) je zobrazení do množiny reálných či komplexních čísel.
- Vektorová, tenzorová resp. maticová funkce je zobrazení z množiny vektorů, tenzorů resp. matic.
- Posloupnost je zobrazení z množiny přirozených čísel – vzor udává pořadí obrazu.
- Funkcionál funkci zobrazuje na číslo.
- Operátor funkci zobrazuje na funkci.
- Třídové zobrazení – vzory i obrazy jsou množiny či třídy.

## Speciální zobrazení
- Identické zobrazení – každému prvku přiřadí tentýž prvek.
- Spojité zobrazení – k nekonečně blízkým vzorům přiřazuje nekonečně blízké obrazy.
- Lineární zobrazení – platí pro něj {\displaystyle L(\alpha x+\beta y)=\alpha L(x)+\beta L(y)}, kde {\displaystyle \alpha } a {\displaystyle \beta } jsou prvky daného tělesa a {\displaystyle x} a {\displaystyle y} jsou prvky vektorového prostoru nad tímto tělesem.
- Konformní zobrazení – spojité zobrazení, které zachovává úhly.

## Příklady zobrazení

Příklady zobrazení

Mějme množiny {\displaystyle {\mathcal {A}}=\{1,2,3,4\}} a {\displaystyle {\mathcal {B}}=\{a,b,c,d\}}. Můžeme například definovat zobrazení {\displaystyle f:{\mathcal {A}}\rightarrow {\mathcal {B}}} jako
- {\displaystyle 1\rightarrow a}
- {\displaystyle 2\rightarrow c}
- {\displaystyle 3\rightarrow d}
- {\displaystyle 4\rightarrow c}

Oborem hodnot {\displaystyle {\mathcal {R}}_{f}=f({\mathcal {A}})} je tedy množina {\displaystyle \{a,c,d\}}. Vzorem prvku {\displaystyle c} jsou prvky {\displaystyle 2,4}. Jeden prvek v {\displaystyle {\mathcal {B}}} tedy může mít více než jeden vzor v {\displaystyle {\mathcal {A}}}. Ale každý prvek {\displaystyle {\mathcal {A}}} se zobrazí na právě jeden prvek v {\displaystyle {\mathcal {B}}}.
Na obrázku jsou uvedeny příklady mapování {\displaystyle {\mathcal {A}}\rightarrow {\mathcal {B}}}:
- Na a) je příklad, kdy se nejedná o zobrazení.
- Na b) je příklad prostého zobrazení množiny {\displaystyle {\mathcal {A}}} do množiny {\displaystyle {\mathcal {B}}}.
- Na c) je příklad vzájemně jednoznačného zobrazení množiny {\displaystyle {\mathcal {A}}} na množinu {\displaystyle {\mathcal {B}}}.
- Na d) je příklad zobrazení, které není prosté.

## Mnohoznačné zobrazení
Jak vyplývá z uvedené definice zobrazení, název mnohoznačné zobrazení je matematický oxymóron. Pojem se ale běžně užívá pro relaci, kde každému vzoru odpovídá alespoň jeden obraz. Mnohoznačné zobrazení
{\displaystyle {\mathcal {A}}\rightarrow {\mathcal {B}}}
lze převést na jednoznačné zobrazení do potenční množiny {\displaystyle {\mathcal {P}}({\mathcal {B}})}
{\displaystyle {\mathcal {A}}\rightarrow 2^{\mathcal {B}}}.
Mnohoznačná zobrazení jsou poměrně přirozený způsob, jak se vypořádat s inverzí zobrazení, které není prosté. Např.:
{\displaystyle y=\pm {\sqrt {x}}}.